# Miguel Muñoz Segura
Miguel Muñoz Segura (Madrid, 1977) es un mago, artista de circo y actor español. Ganó el Gran Premio Mundial de Magia FISM 2018 y fue considerado el mejor mago e ilusionista del mundo.

## Trayectoria
Miguel Muñoz nació en Madrid en 1977. Con 13 años se acercó a la magia, inspirado por las publicaciones El mundo mágico de Tamariz. Completó estudios de arquitectura y a continuación se formó en danza y escena en Londres. Más tarde estudió artes teatrales y circenses en el Circus Space de Londres e ingresó en una compañía de teatro físico. Se formó también en la Escuela de Circo Carampa. Se considera fantasista.
Ha presentado sus espectáculos en diferentes lugares del mundo como el Castillo Mágico de Hollywood, National Theatre en Londres, Circo Price en Madrid o el Teatro Nacional de Taipéi. Actuó, en 2013, en el Festival Internacional de Magia de Madrid. Con el espectáculo, Agua, que fusionaba el ilusionismo, los malabares de contacto, el teatro físico y agua, ganó el Gran Premio Mundial de Magia en 2018.
En 2008, Muñoz fundó junto a la trapecista, Zenaida Alcalde, una compañía que realiza espectáculos que mezclan teatro, circo y magia, llamada Puntocero Company. En la que actúa y dirige obras como Choices, Trece, o Juguete roto, centrado en el mundo de los payasos, que fue incluido en el Festival Talente celebrado en los Teatros del Canal de Madrid, e interpretado por los payasos, equilibristas, acróbatas y malabaristas, Miguel Ángel Barreto, Nebur Frick y Jesús Velasco.
En 2019, trabajó en la película de animación de Disney Dumbo, de Tim Burton, interpretando al mago, Iván El Magnífico junto a actores como Colin Farrell y Danny DeVito. También trabajó en DV8 Physical Theatre, Nofit State Circus o el Tattoo Theatre. Además, se convirtió en profesor de La Gran Escuela de Magia de Ana Tamariz. Muñoz también creó Spheras Vol.1, un videotutorial de efectos y juegos de magia en el que muestra sus técnicas.

## Reconocimientos
Muñoz ha ganado varios certámenes de magia e ilusionismo, como el Premio Frakson al mejor mago del año en 2010, el Gran Premio Nacional en 2011, el Premio FISM Europeo de 2014 o el Premio Mundial de Magia de 2015. En 2018 fue el ganador del Gran Premio Mundial de Magia concedido por la Federación Internacional de Sociedades Mágicas, FISM, considerado el galardón más importante del gremio, durante el congreso celebrado en Corea y que congregó a los considerados magos más importantes del mundo.